# Pascal Struijk
Pascal Struijk (Deurne, 11 de agosto de 1999) es un futbolista belga, nacionalizado neerlandés, que juega en la demarcación de defensa en el Leeds United F. C. de la Premier League.

## Biografía
Tras formarse como futbolista en las categorías inferiores del ADO Den Haag, A. F. C. Ajax y del Leeds United F. C., finalmente el 10 de diciembre de 2019 debutó con el primer equipo en la EFL Championship contra el Hull City A. F. C. El encuentro finalizó con un resultado de 2-0 a favor del conjunto leodensiano tras el gol de Ezgjan Alioski y un autogol de Jordy de Wijs. Su debut en la Premier League se produjo el 12 de septiembre de 2020 contra el Liverpool F. C.

## Clubes
Actualizado al último partido disputado en abril de 2025.
| Club               | País       | Año   | Partidos | Goles |
| ------------------ | ---------- | ----- | -------- | ----- |
| Leeds United F. C. | Inglaterra | 2018- | 159      | 14    |

## Palmarés

### Títulos nacionales
| Título           | Club               | País       | Año     |
| ---------------- | ------------------ | ---------- | ------- |
| EFL Championship | Leeds United F. C. | Inglaterra | 2024-25 |